# Hexadecanol
Hexadecanol, ook bekend als cetylalcohol, is een alcohol met 16 koolstofatomen. Bij kamertemperatuur heeft zuiver 1-hexadecanol een wasachtig uiterlijk.
De gebruiksnaam cetylalcohol verwijst naar potvisolie, waaruit het product voor het eerst werd geïsoleerd. In 1817 werd het ontdekt door de Franse scheikundige Michel Eugène Chevreul wanneer hij walschot, een wasachtige substantie die uit potvisolie bereid werd, mengde met kaliumhydroxide. Kleine hoeveelheden hexadecanol bleven achter na verhitting.

## Toepassingen
Vanwege de oppervlakte-actieve eigenschappen wordt hexadecanol gebruikt in cosmetische producten, onder andere als hoofdbestanddeel van bepaalde types vetvrije huidreiniger. Het wordt toegepast in shampoo, als verzachter, emulgator of verdikkingsmiddel bij de vervaardiging van huidcrèmes of lotions. Buiten de cosmetische industrie vindt het toepassing als smeermiddel voor moeren en bouten. Daarnaast is het een basisproduct voor het maken van sulfonaten en alkylethersulfaten.